# La famiglia Addams (film 2019)
La famiglia Addams (The Addams Family) è un film d'animazione del 2019 diretto da Greg Tiernan e Conrad Vernon, con protagonisti i personaggi della famiglia Addams creati da Charles Addams.

## Trama
Gomez Addams e Morticia Frump stanno celebrando le loro nozze in una radura della foresta appena fuori da un paesino, circondati da tutto il clan degli Addams, quando vengono raggiunti dalla folla inferocita degli abitanti del paese armati di fiaccole che li caccia via in quanto "mostri", e dalla quale Morticia e Gomez scappano insieme allo zio Fester a bordo della loro vecchia auto guidata da Mano. Nel viaggio, il gruppo investe Lurch, internato di un manicomio fuggito con ancora stretta indosso la camicia di forza. Scoprono così casualmente un tetro manicomio abbandonato in cima a una ripida collina, perennemente circondato dalle nebbie della palude sottostante e infestato da uno spirito che urla a gran voce "Andate via!". Ammaliati dalla sinistra bellezza dell'abitazione, Morticia e Gomez decidono subito di farne la propria dimora assumendo l'illeso Lurch come maggiordomo.
Tredici anni dopo, Morticia e Gomez sono ben ambientati nel maniero, nel quale hanno cresciuto i figli Mercoledì, una pallida bambina perennemente triste e annoiata incapace di sorridere e ritratta in bianco e nero, e Pugsley, un bimbetto biondo e cicciottello che si rivela essere un'autentica piccola peste che armeggia sempre con gli esplosivi. Gli Addams si apprestano a celebrare il rito della "mazurca della sciabola" con il quale Pugsley diverrà un membro del clan degli Addams a tutti gli effetti e dove sono presenti tutti i parenti. A un certo punto Mercoledì scorge una ragazzina in bicicletta oltre le nebbie che circondano il maniero: si tratta di Parker Needler, la figlia di Margaux Needler. Quest'ultima è la conduttrice di un reality show incentrato sulla ristrutturazione di vecchie case, che sotto la collina dove dimorano gli Addams ha costruito una città di fondazione dalle tonalità pastello chiamata Assimilation (in inglese assimilazione): nelle intenzioni della sua fondatrice, essa deve essere una città abitata da persone perfettamente uniformate e conformiste, che rispondono a determinati requisiti di "normalità" prestabiliti, e che ella spia e tiene sotto controllo sia attraverso un social network locale sia tramite un circuito chiuso di telecamere che ha segretamente installato in ogni casa. Margaux intende inoltre presentare Assimilation nel suo programma televisivo, così da vendere le case che sono rimaste ancora invendute e guadagnare una cospicua quantità di denaro.
A causa però della palude che viene prosciugata, la nebbia perenne che circonda la collina si dirada, rivelando il tetro maniero dimora degli Addams; questo stravolge sia la vita degli Addams, che scoprono il mondo al di là dei cancelli della propria casa dal quale si erano tenuti volontariamente separati per i precedenti tredici anni, sia quella di Assimilation e di Margaux Needler, che scoprono una tetra casa che fa "sfigurare" la loro gioiosa e omologata cittadina e rischia di compromettere la telepromozione che l'attende. Gli Addams decidono così di scendere dalla cittadina e far visita alla cittadina di Assimilation, che riescono a sconvolgere con la loro presenza, mentre Mercoledì, fattasi amica di Parker, decide di frequentare la scuola media uscendo per la prima volta dalle mura di casa Addams. Alla scuola Mercoledì rivela il proprio talento maligno opponendosi al bullismo delle compagne di Parker e riportando in vita le rane morte in un esperimento di laboratorio che rievoca le gesta del barone Frankenstein. Il rapporto con Parker la porta anche ad opporsi alla volontà dei propri genitori e a ostentare abiti e accessori rosa, che sconvolgono Morticia, mentre Parker decide di adottare un abbigliamento goth punk. Alla fine, Mercoledì fugge di casa per andare a vivere con Parker, scoprendo la camera segreta di Margaux da dove controlla la popolazione di Assimilation, cosa che porta la Needler a imprigionare Mercoledì e la figlia nella soffitta di casa propria.
Nel frattempo Pugsley deve affrontare la preparazione della "mazurca della sciabola", ma si rivela del tutto inetto nella sua esecuzione, gettando nella disperazione il padre. Arrivato dunque il giorno tanto atteso, di fronte agli ospiti nella dimora del clan Addams, Pugsley fallisce miseramente nella prova, e piange affranto davanti al padre convinto di averlo deluso, ma Gomez, rendendosi conto di aver messo troppo sotto pressione suo figlio, si scusa a sua volta, e lo rincuora dicendogli che lui sarà sempre e comunque un Addams.
Intanto, trovatasi davanti all'invasione di parenti degli Addams nella cittadina uniformata di Assimilation, Margaux Needler decide di passare all'azione e aizza i residenti contro gli Addams, portando una catapulta che usa per demolire la loro dimora, che la famiglia rifiuta di ristrutturare secondo i canoni stilistici della conduttrice di reality. Pugsley però rivela in quell'istante all'intero clan che essere un Addams per lui non significa saper armeggiare la sciabola, ma gli esplosivi, e contrasta così con le bombe l'attacco di Margaux, riuscendo a difendere i suoi parenti e mettendo i cittadini di Assimilation davanti al fatto che gli Addams sono una famiglia affiatata e non i perfidi mostri che aveva dipinto Margaux. In un attacco di rabbia Margaux fa una scenata rivelando la sua vera natura di donna avida e perfida; la figlia la sta però riprendendo con il cellulare, e la conseguente trasmissione in diretta nei social fa precipitare l'audience del suo programma, che viene subito cancellato dall'emittente televisiva.
Grazie a Fester, le case di Assimilation rimaste invendute vengono così destinate ai vari componenti del clan Addams, mentre tra lui e Margaux comincia a nascere un'intesa amorosa. Nel contempo i cittadini di Assimilation aiutano gli Addams a ricostruire la loro dimora danneggiata, il cui spirito, che l'aveva abbandonata dopo l'attacco, torna a risiedervi ridonando alla casa il suo caratteristico aspetto macabro.

## Personaggi

### La famiglia Addams
- Morticia, interpretata da Charlize Theron, doppiata in italiano da Virginia Raffaele.[1]
Pallida dark lady alta e magra dai lunghi capelli corvini inguainata in un lungo abito nero che termina in una serie di "tentacoli" animati e da cui può uscire una moltitudine di ragni addestrati che eseguono la volontà della propria padrona. Moglie di Gomez e madre di Mercoledì e Pugsley, vive reclusa nella propria casa tenendo la famiglia separata dal mondo esterno.
- Gomez, interpretato da Oscar Isaac, doppiato in italiano da Pino Insegno[1]
Stralunato ometto basso e grassoccio con la passione per la sciabola, è vittima degli scherzi dei figlioletti, che educa senza troppa severità ai precetti del clan degli Addams.
- Mercoledì, interpretata da Chloë Grace Moretz, doppiata in italiano da Eleonora Gaggero nell'edizione italiana.[1]
Bambina perennemente triste e annoiata, incapace di sorridere, rappresentata in bianco e nero, si rivela "ribelle" più per noia che per convinzione, rimanendo comunque molto legata alla famiglia. Diventa la migliore amica di Parker e le sue trecce terminano con la forma di due cappi.
- Pugsley, interpretato da Finn Wolfhard, doppiato in italiano da Luciano Spinelli.[1]
Bambino pestifero e ingovernabile, appassionato di esplosivi, che sa armeggiare abilmente, assai più della sciabola.
- Zio Fester, interpretato da Nick Kroll, doppiato in italiano da Raoul Bova.[1]
Inoffensivo e bonario fratello di Gomez, è soggetto degli scherzi più perfidi dei nipotini Mercoledì e Pugsley.
- Nonna Addams, interpretata da Bette Midler, doppiata in italiano da Loredana Bertè.[1]
Vecchia strega madre di Gomez e Fester, fa visita agli Addams in occasione del giorno della "mazurca della sciabola" di Pugsley, che tenta di aiutare maldestramente.
- Lurch, interpretato da Conrad Vernon, non doppiato in italiano.[1]
Ex-paziente del manicomio che diverrà la casa degli Addams, che viene investito dall'auto di Gomez e Morticia guidata da Mano, rimanendo completamente illeso. Viene subito assunto da Morticia come maggiordomo quando lei e il marito scoprono il tetro maniero destinato a diventare la loro dimora. Lurch è un maldestro maggiordomo, che svolge tutte le mansioni richieste per la cura della casa, compresa quella di cospargerla regolarmente di polvere. Ha un'innata abilità di organista e pianista, che sfrutta suonando frequentemente l'organo a canne e il pianoforte di casa Addams. Parla pochissimo e molto lentamente con una voce profondamente cavernosa, pronunciando poche frasi, quale ad esempio "Chia-ma-tooo?" (in inglese You rang?) a chi suona alla porta di casa Addams, rivelando tuttavia delle inaspettate doti canore riuscendo a cantare perfettamente in falsetto.
- Mano.
Mano priva del corpo. È una sorta di "cucciolo" domestico che svolge un'infinità di mansioni aiutando la famiglia e correndo di qua e di là per la Casa. Indossa una sorta di "orologio" con un occhio al posto del quadrante al polso.
- Cugino Itt, interpretato da Snoop Dogg, non doppiato in italiano.[1]
Piccola creatura ricoperta di lunghi capelli biondi che indossa occhiali scuri e una bombetta, che parla un idioma veloce e comprensibile soltanto ai membri della famiglia Addams.
- Spirito della casa, interpretato da Conrad Vernon nell'originale, doppiato in italiano da Andrea Lavagnino.[1]
Lo spirito che abita/anima la casa degli Addams, un ex-manicomio fatiscente sito nel New Jersey che Morticia e Gomez scoprono durante la loro fuga in auto. Lo spirito è solito intimare a gran voce "Andate via!", ma viene amorevolmente accudito da Morticia che lo nutre con carne cruda, attraverso il cancello della casa che ne rappresenta le fauci, e gli serve il caffè al mattino versandolo nel water.

### Altri personaggi
- Margaux Needler, interpretata da Allison Janney, doppiata in italiano da Roberta Pellini.[1]
Avida e perfida conduttrice di reality televisivi che restaura case così da donare loro un aspetto uniforme, standard e conformista, utilizzando quasi esclusivamente tonalità di rosa.
- Parker Needler, interpretata da Elsie Fisher, doppiata in italiano da Chiara Fabiano.[1]
Figlia infelice di Margaux e vittima del bullismo delle compagne delle medie (che verranno sconfitte da Mercoledì), che diventa la migliore amica di quest'ultima, trasformando il proprio aspetto, impostole dalla madre, in favore di un abbigliamento goth punk.

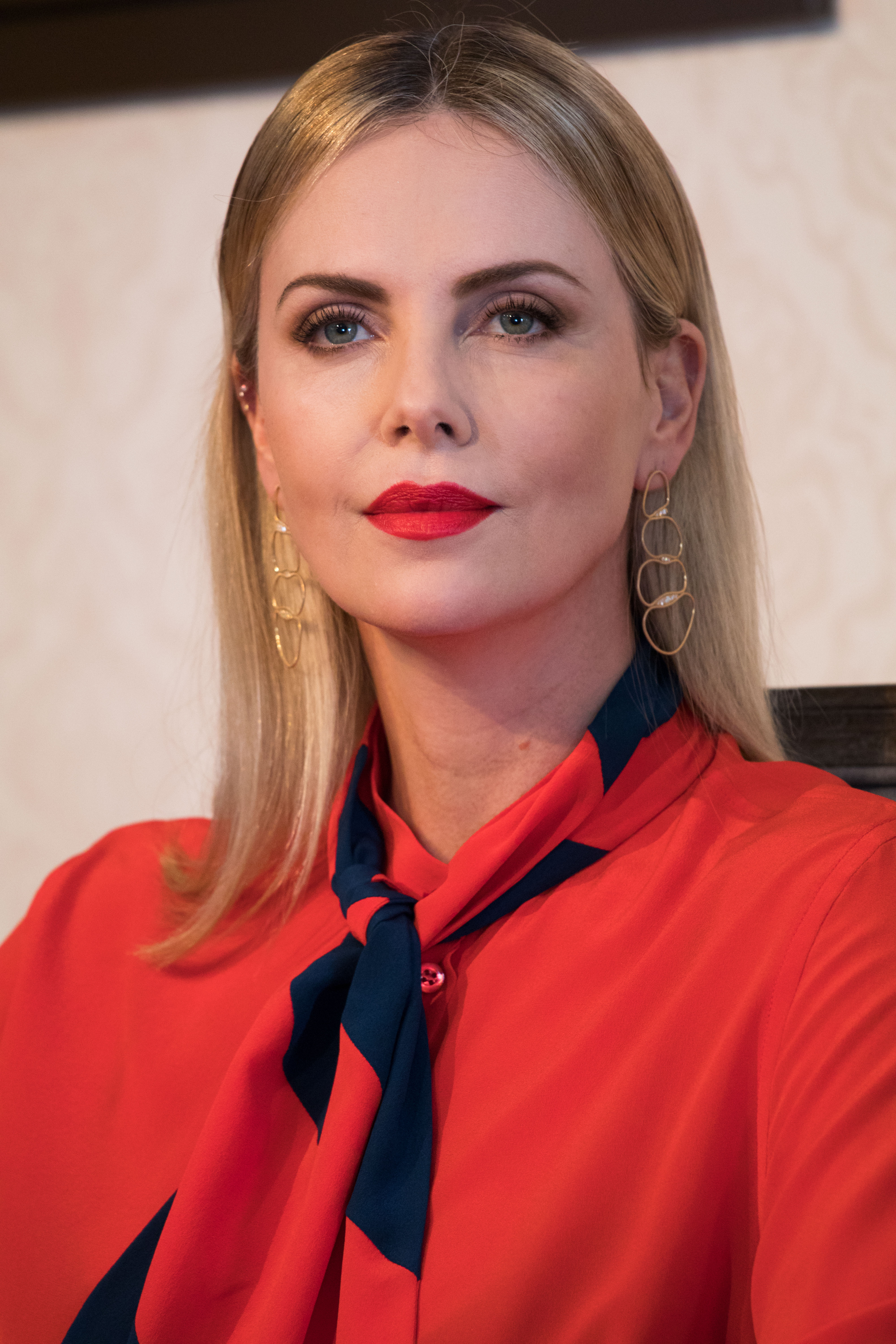
Charlize Theron, interprete di Morticia Addams
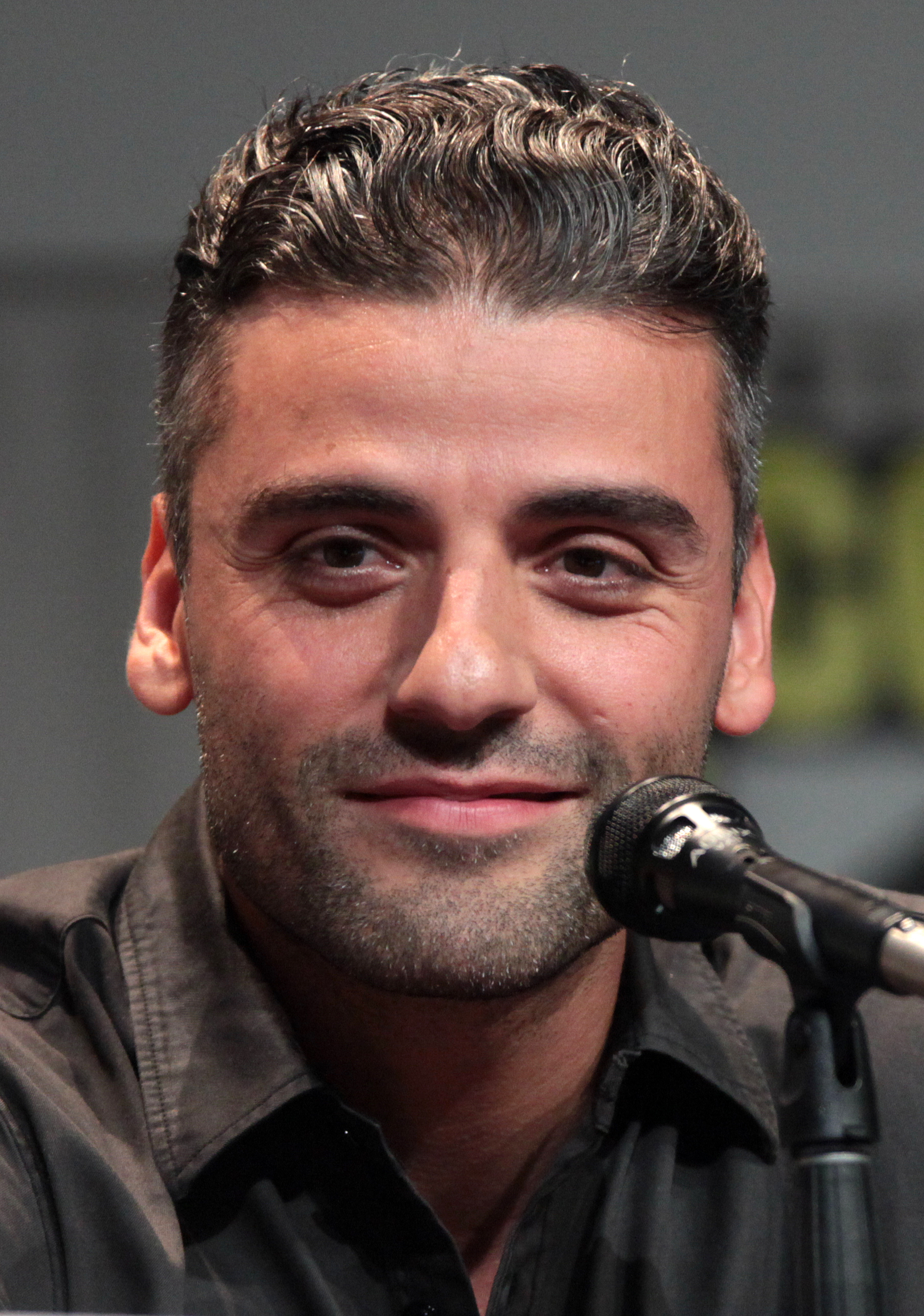
Oscar Isaac, interprete di Gomez Addams
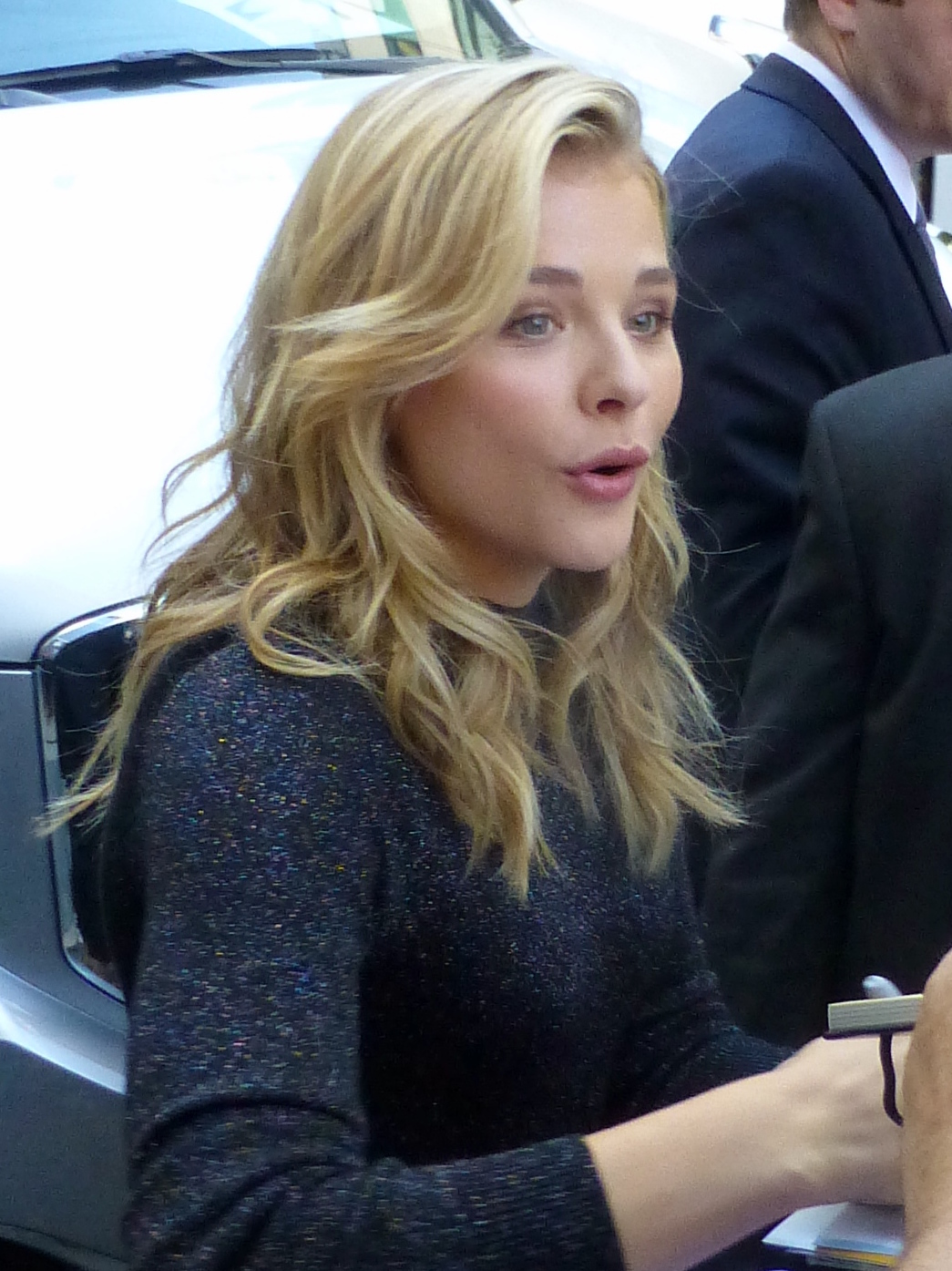
Chloë Grace Moretz, interprete di Mercoledì Addams
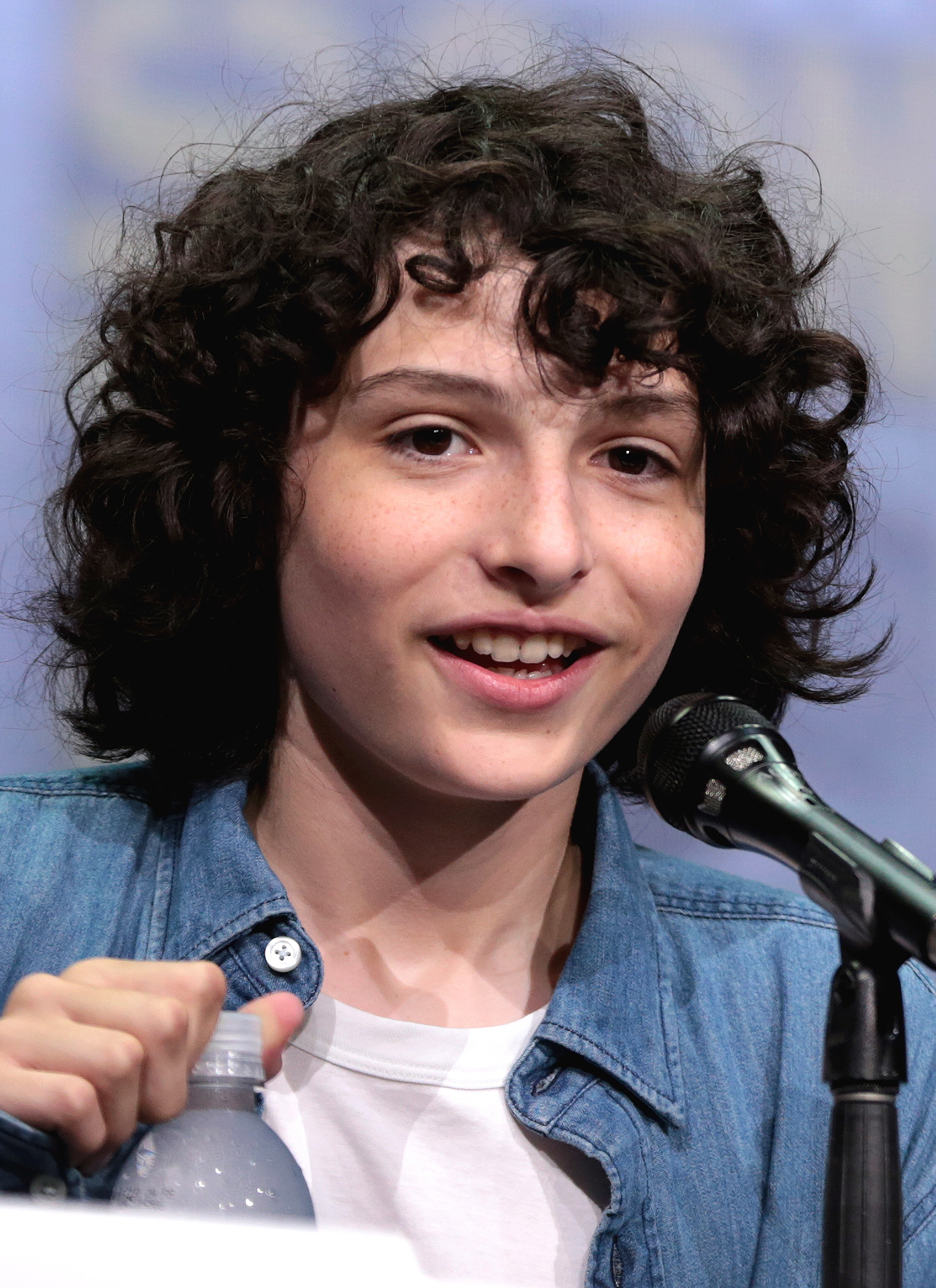
Finn Wolfhard, interprete di Pugsley Addams
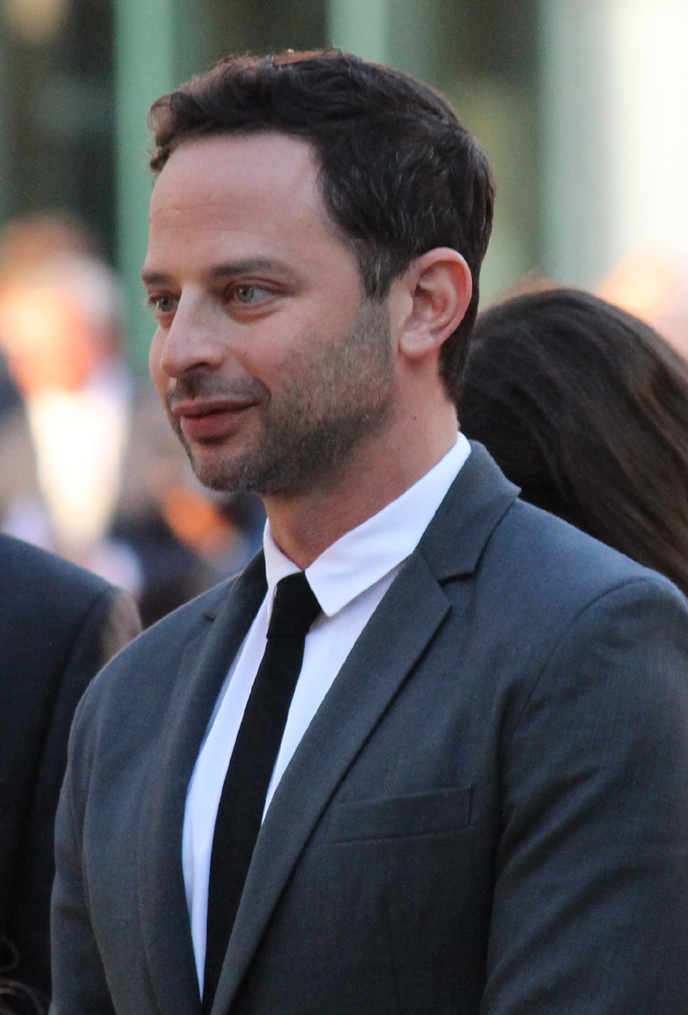
Nick Kroll, interprete di Zio Fester
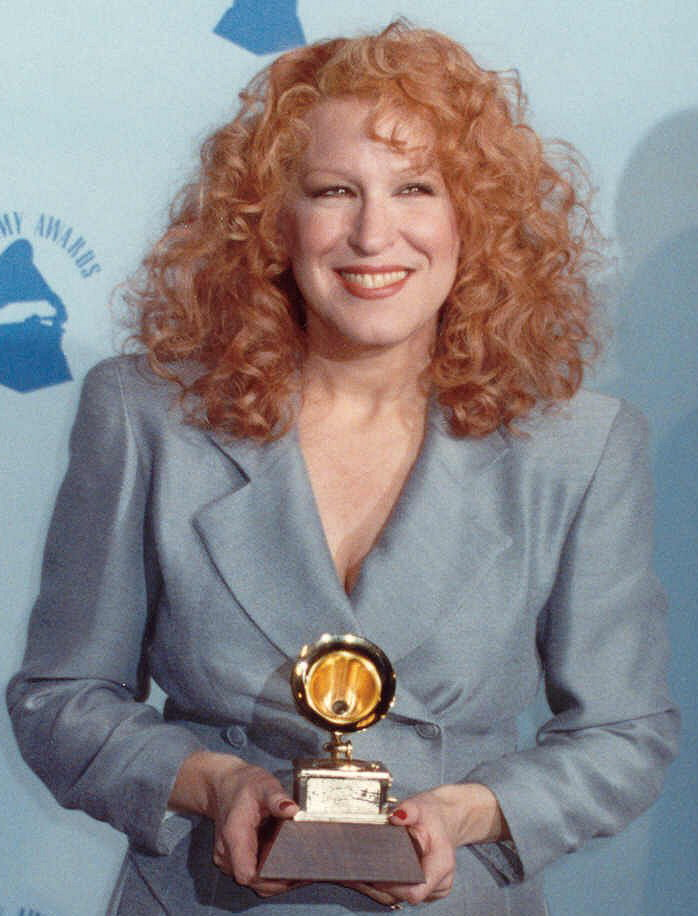
Bette Midler, interprete della Nonna
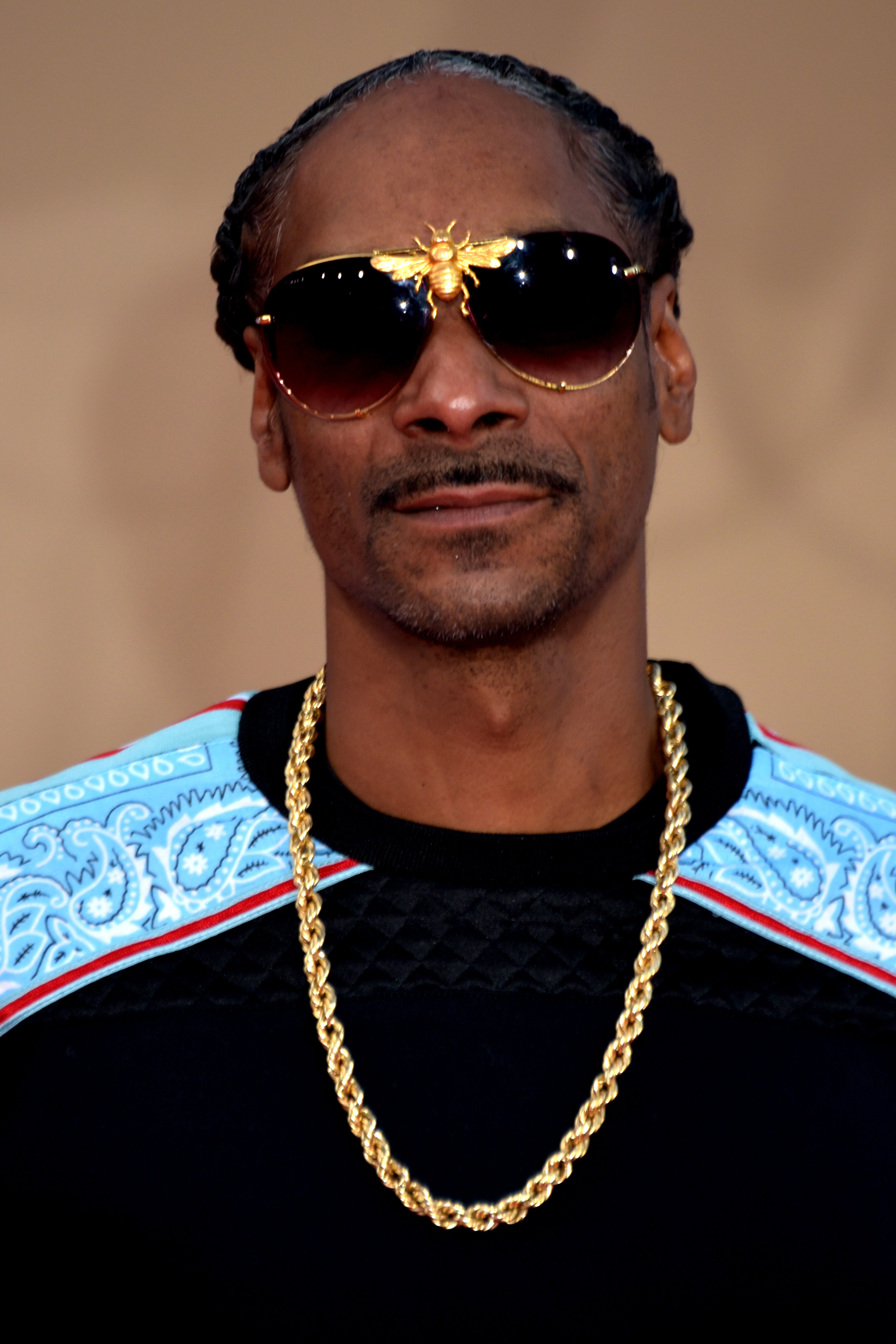
Snoop Dogg, interprete del Cugino Itt
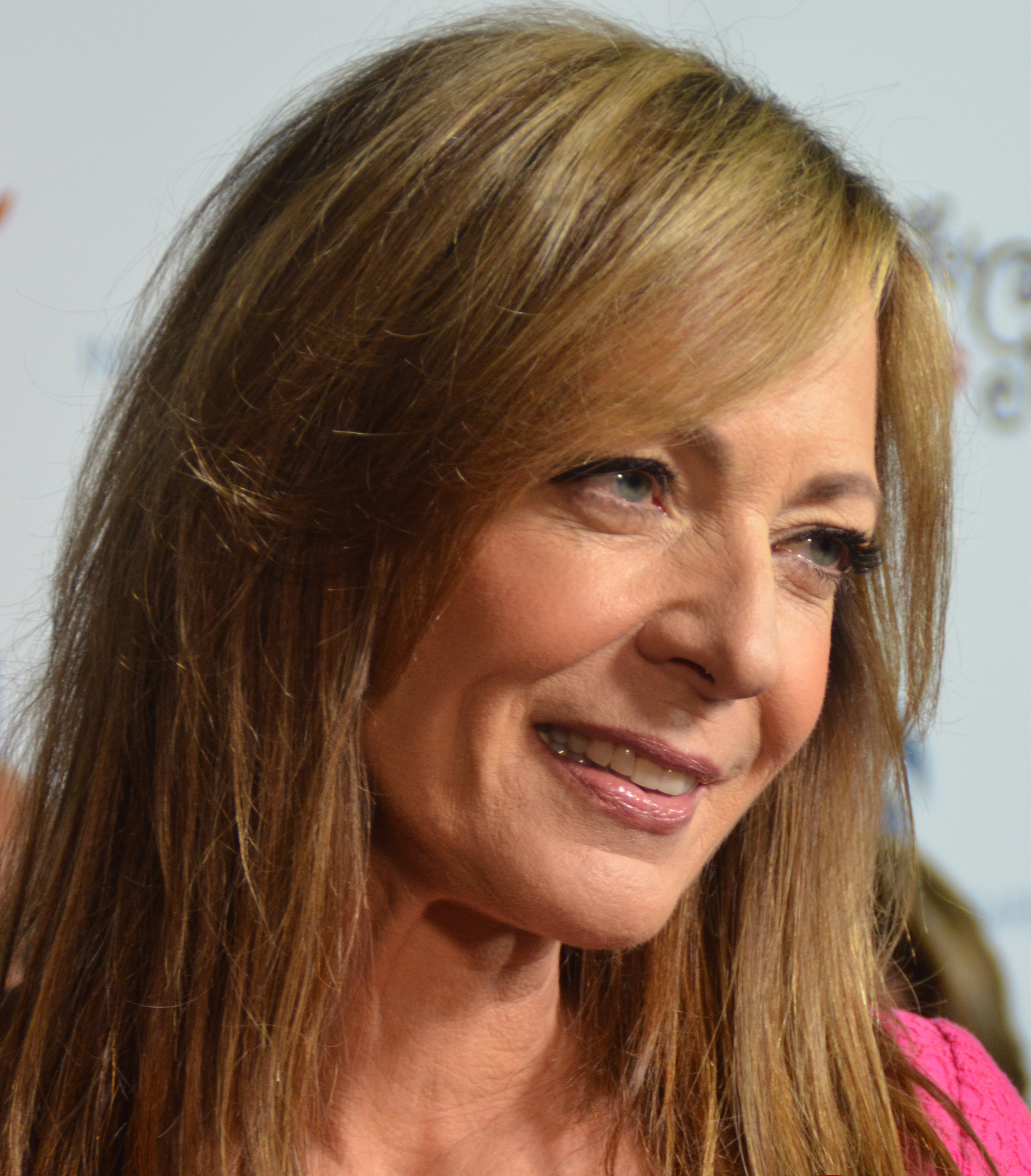
Allison Janney, interprete di Margaux Needler
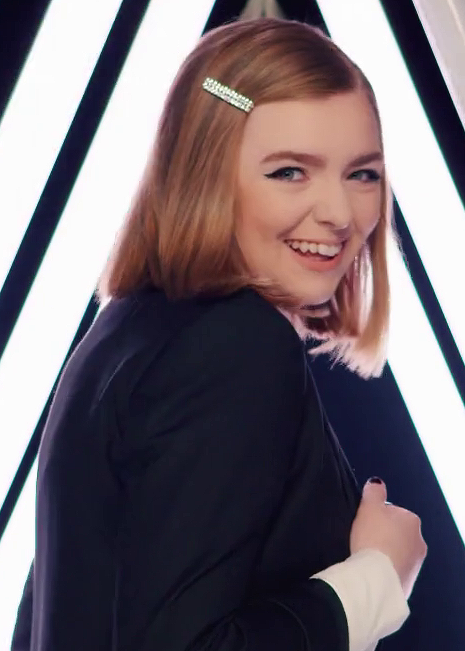
Elsie Fisher, interprete di Parker Needler

## Produzione

### Pre-produzione
Dopo il film TV e direct-to-video La famiglia Addams si riunisce (Addams Family Reunion) del 1998, bocciato dalla critica, e la serie televisiva La nuova famiglia Addams (The New Addams Family) del 1999, nel marzo 2010 viene annunciata la realizzazione di un nuovo film con protagonista la famiglia Addams, realizzato in 3D in animazione a passo uno per opera del regista Tim Burton. Dopo numerose speculazioni, nel luglio del 2013, il progetto viene ufficialmente annullato.
Nell'ottobre dello stesso anno, la Metro-Goldwyn-Mayer annuncia che la famiglia Addams sarebbe stata riportata in vita con un nuovo film di animazione. Andrew Mittman e Kevin Miserocchi, inizialmente designati come produttori del film, sono in seguito passati a produttori esecutivi, mentre al direttore esecutivo della MGM, Tabitha Shick, viene affidato il compito di supervisionare il progetto e a Berman Braun e Alex Schwarts quello di produttori.

### Regia
Nell'ottobre 2017 Conrad Vernon viene ingaggiato quale regista e produttore, in seguito affiancato da Greg Tiernan, con cui aveva già codiretto Sausage Party - Vita segreta di una salsiccia (Sausage Party, 2016). I due registi, scelti dalla produzione per il loro modo di affrontare il tema, che avrebbe potuto attrarre tanto le platee infantili quanto quelle adulte, si sono detti grandi ammiratori della serie originale degli anni sessanta e dei film di Barry Sonnenfeld degli anni novanta, ma anche di volere un nuovo approccio alla famiglia Addams, rifacendosi per l'aspetto ai disegni originali di Charles Addams e di voler raccontare la storia di come Gomez e Morticia si sono incontrati e hanno deciso di mettere su famiglia, con l'intento di presentare la famiglia Addams alle nuove generazioni.

### Sceneggiatura
Nel 2013 viene affidata a Pamela Pettler la stesura della sceneggiatura, che in seguito viene revisionata da Matt Lieberman.

### Cast
Come doppiatori originali sono stati scelti, tra gli altri: Oscar Isaac (Gomez), Charlize Theron (Morticia), Chloë Grace Moretz (Mercoledì), Finn Wolfhard (Pugsley), Nick Kroll (Zio Fester), Bette Midler (Nonna) e Allison Janney (Margaux Needler). Oscar Isaac in particolare era stato indicato come la scelta maggiormente popolare per interpretare la parte di Gomez, in una ipotetica versione live action del film, prima di decidere di realizzarlo in animazione CGI.

### Riprese
Il nuovo film di animazione è stato realizzato in animazione CGI. La lavorazione del film è avvenuta a Vancouver.

## Promozione
La MGM ha investito globalmente 150 milioni di dollari per la promozione del film, la cifra più grossa dopo quella spesa per il franchise di 007. Il primo teaser trailer del film viene diffuso il 9 aprile 2019. Il 28 maggio 2019 viene diffuso il trailer italiano. Il 7 agosto 2019 viene diffuso il trailer ufficiale. Il 29 agosto 2019 viene distribuita anche la versione italiana del trailer ufficiale.

## Distribuzione
Il film è stato distribuito negli Stati Uniti a partire dall'11 ottobre 2019 con il titolo The Addams Family. Altre date di distribuzione sono: 25 ottobre (Spagna e Regno Unito), 31 ottobre (Italia, Portogallo e Singapore), 1º novembre (Bulgaria), 7 novembre (Ungheria), 5 dicembre (Paesi Bassi), 13 dicembre (Turchia).
Il film è stato distribuito con i titoli alternativi: A Família Addams (Brasile), Семейство Адамс (Bulgaria), Familien Addams (Danimarca), Addamsin perhe (Finlandia), La famille Addams (Francia), Die Addams Family (Germania), Az Addams család (Ungheria), La famiglia Addams (Italia), Семейка Аддамс (Russia), La familia Addams (Spagna).

## Accoglienza

### Incassi
Grazie alle vacanze per il Columbus Day negli Stati Uniti e il 42% di scuole chiuse per questa festività il film ha ottenuto un buon successo di pubblico battendo Gemini Man prodotto da Will Smith. Negli Stati Uniti e in Canada il film è stato distribuito assieme a Gemini Man e Jexi. La prima settimana di proiezione negli Stati Uniti, La famiglia Addams è stato proiettato in 4007 sale, incassando 4,8 milioni di dollari il primo lunedì di proiezione nelle sale, raggiungendo i 35 milioni dopo i primi quattro giorni. Ha continuato finendo secondo dopo Joker.  È sceso al 47% e a 16 milioni nel secondo fine settimana, spostandosi al quarto posto. Al 10 novembre 2019 il film ha incassato 91,4 milioni di dollari negli Stati Uniti e Canada e 64,1 milioni in altri stati, per un incasso mondiale complessivo di 155,5 milioni di dollari. Questo a fronte di una spesa di 40 milioni di dollari per la produzione del film.

### Critica
Sul portale di aggregazione Rotten Tomatoes il film ha ottenuto una percentuale di gradimento del 46% e un voto medio di 5,3/10, sulla base di 159 commenti. Il consenso critico del sito recita: «Il cast stellare di doppiatori e l'animazione accattivante de La famiglia Addams non sono sufficienti a superare la zuccherosa manipolazione del materiale deliziosamente oscuro della fonte.». Su Metacritic il film ha guadagnato un punteggio medio di 46 su 100, sulla base di 22 commenti, indicante "recensioni miste o medie". I sondaggi sul pubblico di CinemaScore hanno attribuito al film un punteggio medio di "B+", su una scala da "A+" a "F", mentre PostTrak ha riportato che bambini e genitori hanno attribuito al film rispettivamente 4 e 3.5 stelle su 5.
Le recensioni del film da parte della critica specializzata sono state miste. Rosie Knight di IGN definisce entusiasticamente il film «spaventosamente divertente e fresco, questa esilarante sorpresa animata introdurrà un'intera nuova generazione all'amorevole e strana famiglia, oltre a soddisfare anche coloro che sono cresciuti con i film iconici degli anni '90». Soren Andersen del Seattle Times osserva invece che La famiglia Addams è mediamente divertente, ma «soffre di un caso acuto di carineria», sottolineando come il film sia di «una dolcezza zuccherina che lo fa sembrare piuttosto cordiale e confuso rispetto a quello che normalmente associamo all'essenza macabra del mondo degli Addams». Tim Grierson di Screen Daily lo definisce «mai in modo soddisfacente eccentrico, inquietante o spaventoso, il nuovo film d'animazione della famiglia Addams trasporta il clan amabilmente macabro di Charles Addams nel 21º secolo, dando vita a un'indistinguibile commedia per bambini piena di noiosa cultura pop e commenti spensierati sull'importanza dell'inclusività.»

## Merchandising
- La Cuddle Barn ha realizzato dei pupazzi in stoffa di varie dimensioni raffiguranti i personaggi del film, che sono state presentate al Toy Fare 2019, tenutosi a febbraio a New York.[34][35]
- La Mezco ha realizzato alcune action figure da 10 cm con 5 punti di articolazione (comunemente definiti nel gergo del collezionismo 5 Points o 5POA) raffiguranti le coppie Morticia-Gomez, Mercoledì-la Nonna, Pugsley-Zio Fester e Lurch-Cugino Itt, ognuna contenente anche una diversa versione di Mano.[34][36][37] Anche questi giocattoli sono stati presentati al Toy Fare 2019 e commercializzati ufficialmente a partire dall'11 ottobre 2019.[34][36]
- L'11 settembre 2019 la Funko ha annunciato la realizzazione di una serie di action figure con i personaggi del nuovo film di animazione: Morticia, Gomez, Mercoledì, Pugsley, Zio Fester e Lurch.[34][38].
- Per Halloween 2019 vengono realizzate maschere e costumi con i personaggi del film.
- All'uscita del film è seguita la pubblicazione dei libri:
  -  Calliope Glass, La famiglia Addams. Il romanzo del film, HarperCollins Italia, 2019.
  -  Vic Mizzy e Lissy Marlin, La famiglia Addams. Il picture book., HarperCollins Italia, 2019.
  -  Calliope Glass e Alexandra West, La famiglia Addams. La biblioteca di Mercoledì. Deliziose citazioni macabre e cupe storie gotiche scelte da una ragazza lugubre, HarperCollins Italia, 2019.

## Sequel
In seguito al successo del film nella sua prima settimana di proiezione, il 15 ottobre 2019 viene annunciata la produzione di un sequel con il titolo La famiglia Addams 2 (The Addams Family 2), programmato per essere distribuito il 22 ottobre del 2021, così da avvicinarlo maggiormente alla data di Halloween. I registi Tiernan e Vernon dirigeranno anche questo film.